# День работников нефтяной и газовой промышленности

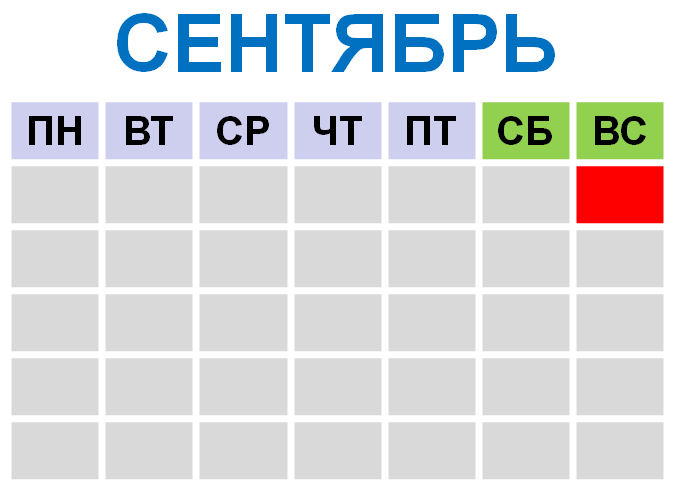
День работников нефтяной и газовой промышленности - 1 воскресенье сентября

День работников нефтяной и газовой промышленности (День работников нефтяной, газовой промышленности; обиходные названия: День нефтяника, День газовика) — профессиональный праздник работников нефтяной и газовой промышленности, который отмечается с 1980 года в первое воскресенье сентября.

## История
Праздник был учреждён Президиумом Верховного Совета СССР 28 августа 1965 года в ознаменование успешного освоения нефтегазового потенциала Западной Сибири, а также отмечавшегося в 1964 году столетия отечественной нефтяной и газовой промышленности.
Согласно Указу Президиума Верховного Совета СССР от 1.X.1980 № 3018-X «О праздничных и памятных днях» (в редакции Указа Президиума Верховного Совета СССР от 1.1XI.1988 № 9724-XI «О внесении изменений в законодательство СССР о праздничных и памятных днях» и изменениями от 23.XI.1989 и 31.V.2006 года) празднику оставлено прежнее название «День работников нефтяной и газовой промышленности».
Этот профессиональный праздник также отмечают в:
- Армения
- Беларусь
- Казахстан
- Кыргызстан
- Молдова
- Россия — Праздники России
- Украина